# Ihering-Atlantikstachelratte
Die Ihering-Atlantikstachelratte (Trinomys iheringi) ist ein im östlichen Brasilien verbreitetes Nagetier in der Familie der Stachelratten. Mehrere bis in die frühen 2000er Jahre als Unterarten gelistete Populationen konnten nicht eindeutig dieser Art zugerechnet werden. Das Typusexemplar stammt von der Insel Ilhabela im Bundesstaat São Paulo. Vermutlich ist die Rio-de-Janeiro-Atlantikstachelratte (Trinomys dimidiatus) der nächste Verwandte der Art. Diese Stachelratte ist nach dem deutschen Zoologen Hermann von Ihering benannt.

## Merkmale
Eine Studie von 2005 ermittelte für die Art durchschnittlich eine Kopf-Rumpf-Länge von 191 mm, eine Schwanzlänge von 171 mm, ein Gewicht von 209 g, Hinterfüße von 44 mm Länge und 25 mm lange Ohren. Es besteht eine deutliche Grenze zwischen der zimtbraunen Oberseite mit gelblichen Tönungen und der weißen Unterseite. Im Gegensatz zu einigen anderen Atlantikstachelratten besitzt der Schwanz an der Spitze keine Quaste. Er ist oberseits braun und unterseits weiß. Ins Fell sind einige Borsten eingemischt, die 18 bis 23 mm lang und 0,6 mm breit sind. Die Art unterscheidet sich durch abweichende Details des Schädels, der Zähne und des männlichen Penisknochens von anderen Gattungsvertretern. Der diploide Chromosomensatz kann 60 bis 65 Chromosomen enthalten (2n=60-65).

## Verbreitung und Lebensweise
Dieses Nagetier ist in den Bundesstaaten São Paulo und Rio de Janeiro verbreitet. Es bewohnt die Ökoregion Mata Atlântica mit feuchten Wäldern im Flachland.
Durchschnittlich leben Männchen in 1,37 und Weibchen in 0,86 Hektar großen Revieren. Bei Weibchen kommen pro Jahr bis zu vier Würfe vor. Die Geschlechtsreife erreichen Weibchen nach etwa 240 Tagen und die maximale Lebenslänge hängt stark vom Zugang zu Nahrung ab. Sie liegt bei 30 Monaten.

## Gefährdung
Es liegen keine Bedrohungen vor und die Gesamtpopulation gilt als stabil. Die IUCN listet die  Ihering-Atlantikstachelratte als nicht gefährdet (least concern).